# Mammothite
La mammothite è un minerale.